# کمیسر حقوق بشر
کمیسر حقوق بشر (انگلیسی: Commissioner for Human Rights) یک نهاد غیر قضایی مستقل و بی‌طرف است که در ۱۹۹۹ توسط شورای اروپا مستقر در استراسبورگ ایجاد شد و برای ارتقاء آگاهی و نظارت به احترام به حقوق بشر در ۴۷ کشور عضو شورا برعهده دارد. فعالیت‌های کمیسر بر سه حوزه عمده و نزدیک به هم متمرکز است:
- بازدید از کشورهای عضو و گفتگو با مقامات ملی و جامعه مدنی.
- مطالعات موضوعی و مشاوره در زمینه کار سیستماتیک حقوق بشر.
- فعالیت برای افزایش آگاهی نسبت به حقوق بشر

کمیسر فعلی دنیا میاتوویچ است که دوره شش ساله خود را در ۱ آوریل ۲۰۱۸ آغاز کرد. کمیسرهای قبلی آلوارو گیل روبلز، توماس هاماربرگ و نیلز مویژنیکس بودند.
کمیسیونر که توسط مجمع پارلمانی شورای اروپا انتخاب شده است، به دنبال مشارکت در گفتگوی دائمی با کشورهای عضو، افزایش آگاهی مداوم در مورد مسائل حقوق بشر، و ترویج توسعه ساختارهای ملی حقوق بشر است. کمیسر برای ارزیابی وضعیت حقوق بشر از هر کشور عضو بازدید می‌کند و گزارش‌ها، نظرات و توصیه‌هایی را به دولت‌ها ارائه می‌نماید.
کمیسر همچنین با طیف وسیعی از شرکا، از جمله اتحادیه اروپا، سازمان ملل متحد و دفاتر تخصصی آن، و همچنین سازمان‌های مردم‌نهاد پیشرو حقوق بشر، دانشگاه‌ها و اندیشکده‌ها همکاری می‌کند.

## مأموریت
مأموریت کمیسر بر اساس قطعنامه (۹۹) ۵۰ شورای اروپا (مصوب ۷ می ۱۹۹۹) است و شامل نکات زیر می‌باشد:
- تقویت رعایت مؤثر حقوق بشر و کمک به کشورهای عضو در اجرای استانداردهای حقوق بشر شورای اروپا.

- ترویج آموزش و آگاهی از حقوق بشر در کشورهای عضو شورای اروپا.
- شناسایی کاستی‌های احتمالی در قانون و رویه حقوق بشر.
- تسهیل فعالیت نهادهای بازرس ملی و سایر ساختارهای حقوق بشر.
- ارائه مشاوره و اطلاعات در مورد حمایت از حقوق بشر در سراسر منطقه.

کشورهای عضو موظفند «ارتباطات کمیسر از جمله سفر را در چارچوب مأموریت کمیسر تسهیل کنند و اطلاعات درخواستی کمیسر را به موقع ارائه دهند». کمیسر درحالی که «باید مستقل و بی‌طرفانه عمل کند.» ممکن است «در مورد هرگونه اطلاعاتی که مرتبط به وظایف کمیسر باشد» عمل نماید.
کمیسر «ممکن است مستقیماً با دولت‌های کشورهای عضو شورای اروپا تماس بگیرد». کمیسیونر همچنین ممکن است «توصیه‌ها، نظرات و گزارش‌ها را صادر کند.»
کمیسر از مصونیت «نسبت به دستگیری و تمامی مراحل قانونی در قلمرو همه اعضا، در مورد سخنان گفته شده و آرای داده شده وی» برخوردار است.
ماده ۳۶ کنوانسیون اروپایی حقوق بشر «مداخله شخص ثالث» را در دادگاه حقوق بشر اروپا برای کمیسر مجاز می‌شمارد و به آن اذعان می‌کند که «در تمام مواردی که در یک مجلس یا مجلس بزرگ، کمیسر حقوق بشر شورای اروپا می‌تواند به ارائه کتبی بپردازد، نظر بدهد و در جلسات استماع شرکت کند.»

## انتخابات
کمیسر توسط مجمع پارلمانی شورای اروپا انتخاب می‌شود، این سمت از میان فهرستی متشکل از سه نامزد است که توسط کمیته وزیران تهیه می‌شوند و دوران خدمتش مطابق قطعنامه(۹۹)۵۰ یک دوره شش ساله غیرقابل تمدید می‌باشد:
نامزدها باید در برگیرنده شخصیت‌های برجسته‌ای باشند که دارای ویژگی‌های اخلاقی بالا بوده و دارای تخصص شناخته شده در زمینه حقوق بشر باشند، همچنین سابقه عمومی دلبستگی به ارزش‌های شورای اروپا و دارای اقتدار شخصی لازم برای انجام مؤثر مأموریت کمیسری است. کمیسر در طول دوره مسئولیت خود، نباید در هیچ فعالیتی که با خواسته‌های یک دفتر تمام وقت ناسازگار باشد، شرکت کند.

## فعالیت‌ها

### بازدید از کشورها و گفتگو با مقامات ملی و جامعه مدنی
کمیسر به منظور نظارت و ارزیابی وضعیت حقوق بشر از تمامی کشورهای عضو بازدید می‌کند. وی در جریان این بازدیدها با بالاترین نمایندگان دولت، پارلمان، قوه قضائیه، جامعه مدنی و ساختارهای ملی حقوق بشر دیدار می‌کند. او همچنین با مردم عادی و نگرانی‌های حقوق بشری ایشان، با آنها صحبت می‌کند و از مکان‌های مرتبط با حقوق بشر، از جمله زندان‌ها، بیمارستان‌های روان‌پزشکی، مراکز پناهجویان، مدارس، یتیم‌خانه‌ها و سکونتگاه‌های پرجمعیت از گروه‌های آسیب‌پذیر از جمله مردم کولی، ال‌جی‌بی‌تی و سایر گروه‌های اقلیت بازدید می‌کند.
پس از این بازدیدها، ممکن است گزارش یا نامه ای به مقامات کشور ذیربط ارسال کند که حاوی ارزیابی از وضعیت حقوق بشر و توصیه‌هایی در مورد چگونگی غلبه بر کاستی‌ها در قانون و عمل باشد. کمیسیونر همچنین حق دارد به عنوان شخص ثالث در روند رسیدگی به دادگاه اروپایی حقوق بشر، چه از طریق ارائه اطلاعات کتبی یا شرکت در جلسات استماع آن، مداخله کند.